# Solbacken, Huddinge kommun
Solbacken är en småort i kommundelen Högmora i Huddinge kommun, Stockholms län. Solbacken ligger strax öster om Trehörningen och söder om Myrängen-Högmora. Solbacken är ett utpräglat småhussamhälle. 

## Beskrivning
Solbacken ligger strax öster om Trehörningen och söder om Myrängen-Högmora. Avtagsvägen från Ågestavägen heter Hammardalsslingan. Både Solbacken och Hammardal var lägenheter (stugor) under Ågesta gård, de finns inte kvar längre. På 1950- och 1960-talen började Solbacken styckas för fritidshus medan Hammardal blev på 1970-talet plats för ett mindre upplagsområde. 
Sedan 2017 bedriver NCC omfattande krossverksamhet på platsen, omkring 175 meter från närmaste bostad.
Enligt Huddinges Översiktsplan 2050 kommer Solbackens fritidshusområde att omvandlas till permanentboende. Utslagsgivande är ett utbyggt kommunalt vatten- och avloppssystem.